# Acomys airensis
Acomys airensis és una espècie de rosegador de la família dels múrids. Viu a altituds de fins a 1.000 msnm al sud de Mauritània, Mali, el Níger i, possiblement, el Txad, el Sàhara Occidental i l'extrem meridional d'Algèria. Es tracta d'un animal insectívor. El seu hàbitat natural són les zones rocoses. Es creu que no hi ha cap amenaça significativa per a la supervivència d'aquesta espècie.